# Poświętne (gemeente in powiat Opoczyński)
De gemeente Poświętne is een landgemeente in het Poolse woiwodschap Łódź, in powiat Opoczyński.
De zetel van de gemeente is in Poświętne.
Op 30 juni 2004 telde de gemeente 3412 inwoners.

## Oppervlakte gegevens
In 2002 bedroeg de totale oppervlakte van gemeente Poświętne 140,87 km², waarvan:
- agrarisch gebied: 38%
- bossen: 57%

De gemeente beslaat 13,56% van de totale oppervlakte van de powiat.

## Demografie
Stand op 30 juni 2004:
| Omschrijving                   | Totaal | Totaal | Vrouwen | Vrouwen | Mannen | Mannen |
| ------------------------------ | ------ | ------ | ------- | ------- | ------ | ------ |
| eenheid                        | aantal | %      | aantal  | %       | aantal | %      |
| inwoners                       | 3412   | 100    | 1673    | 49      | 1739   | 51     |
| bevolkingsdichtheid (inw./km²) | 24,2   | 24,2   | 11,9    | 11,9    | 12,3   | 12,3   |

In 2002 bedroeg het gemiddelde inkomen per inwoner 1197,55 zł.

## Sołetwa
Anielin, Brudzewice, Brudzewice-Kolonia, Buczek, Dęba, Dęborzeczka, Gapinin, Małoszyce, Mysiakowiec, Ponikła, Poręby, Poświętne, Stefanów, Studzianna, Wólka Kuligowska.

## Aangrenzende gemeenten
Drzewica, Inowłódz, Odrzywół, Opoczno, Rzeczyca